# Limpertshöhe
Die Limpertshöhe ist eine 308 m hohe, vollständig bewaldete Erhebung und befindet sich im  Forst Böller, im Wartburgkreis in Thüringen.
Der Berg zählt zur Flur der Ortschaft Sallmannshausen. Die nächstgelegene Siedlung ist der etwa 1,9 Kilometer südlich gelegene Weiler Lutzberg.

Der Familienname Limpert ist im Gerstunger Werratal recht häufig, daher ist ein Bezug zur Sage von der Ermordung des buckligen Fleischboten Limpert der Brandenburg, der mit dem Limpertstein in Gerstungen in Erinnerung gehalten wird, unwahrscheinlich.
In der DDR-Zeit war das Waldgebiet unzugänglich und wurde von einem militärischen Schießplatz der DDR-Grenztruppen genutzt. Nach der Wende wurde der historische Verlauf des Sallmannshäuser Rennsteig als regionaler Wanderweg rekonstruiert (Kennzeichen S). Mit Hilfe des Thüringer Forstamtes Gerstungen-Marksuhl wurden mehrere Schutzhütten und Rastplätze angelegt.
An der Limpertshöhe entspringt der Quellbach Limpertsgraben und mündet nach kurzem Lauf von rechts in die Werra.